# Marbenia peculiaris
Marbenia peculiaris är en tvåvingeart som beskrevs av Malloch 1931. Marbenia peculiaris ingår i släktet Marbenia och familjen savflugor.
Artens utbredningsområde är Panama. Inga underarter finns listade i Catalogue of Life.